# Nikołaj Trawkin
Nikołaj Iljicz Trawkin, ros. Николай Ильич Травкин (ur. 19 marca 1946 w obwodzie moskiewskim) – radziecki i rosyjski polityk.
Absolwent studiów zaocznych na wydziale fizyczno-matematycznym Kołomienskiego Instytutu Pedagogicznego i Moskiewskiej Wyższej Szkoły Partyjnej. W 1990 został przewodniczącym Komitetu ds. Pracy Rad Deputowanych Ludowych i Rozwoju Samorządności Rady Najwyższej ZSRR. Od 1991 do 1994 szef władz administracyjnych szachowskiego powiatu w obwodzie moskiewskim. Od 1990 do 1992 przewodniczący Demokratycznej Partii Rosji. Prezydent Fundacji Rozwoju Gospodarstw Chłopskich i Farmerskich. Deputowany do Dumy Państwowej Federacji Rosyjskiej od 1. do 3. kadencji.